# Сафоново (Липецкая область)
Сафо́ново — село Сафоновского сельского поселения Добринского района Липецкой области.

## География
Стоит на правом берегу реки Чамлык.
Расположено на автодороге Новочеркутино — Киньшино.

## История
Возникло в конце XVIII века. Межевание земель проведено 11 сентября 1775 году.
Название — по владельцам Сафоновым.
Новое межевание земель проведено в 1819 году, в связи с приобретением земель князем Иваном Алексеевичем Гагариным.
В 1848 году князь Владимир Иванович Гагарин строит Покровскую каменную церковь.
1861—1923 — волостной центр Сафоновской волости Усманского уезда Тамбовской губернии.
1923—1924 — волостной центр Усманского уезда Воронежской губернии.
Позднее Сафоново было центром Сафоновского сельсовета Добринского района, затем функции совета были переданы посёлку Кооператор.
С 12 мая 2014 года входит в сельское поселение Добринский сельсовет

## Население
| 2010 |
| ---- |
| 11   |

## Объект культурного наследия
Церковь Покровская (1800).